# ロールス・ロイス・トゥウェンティー

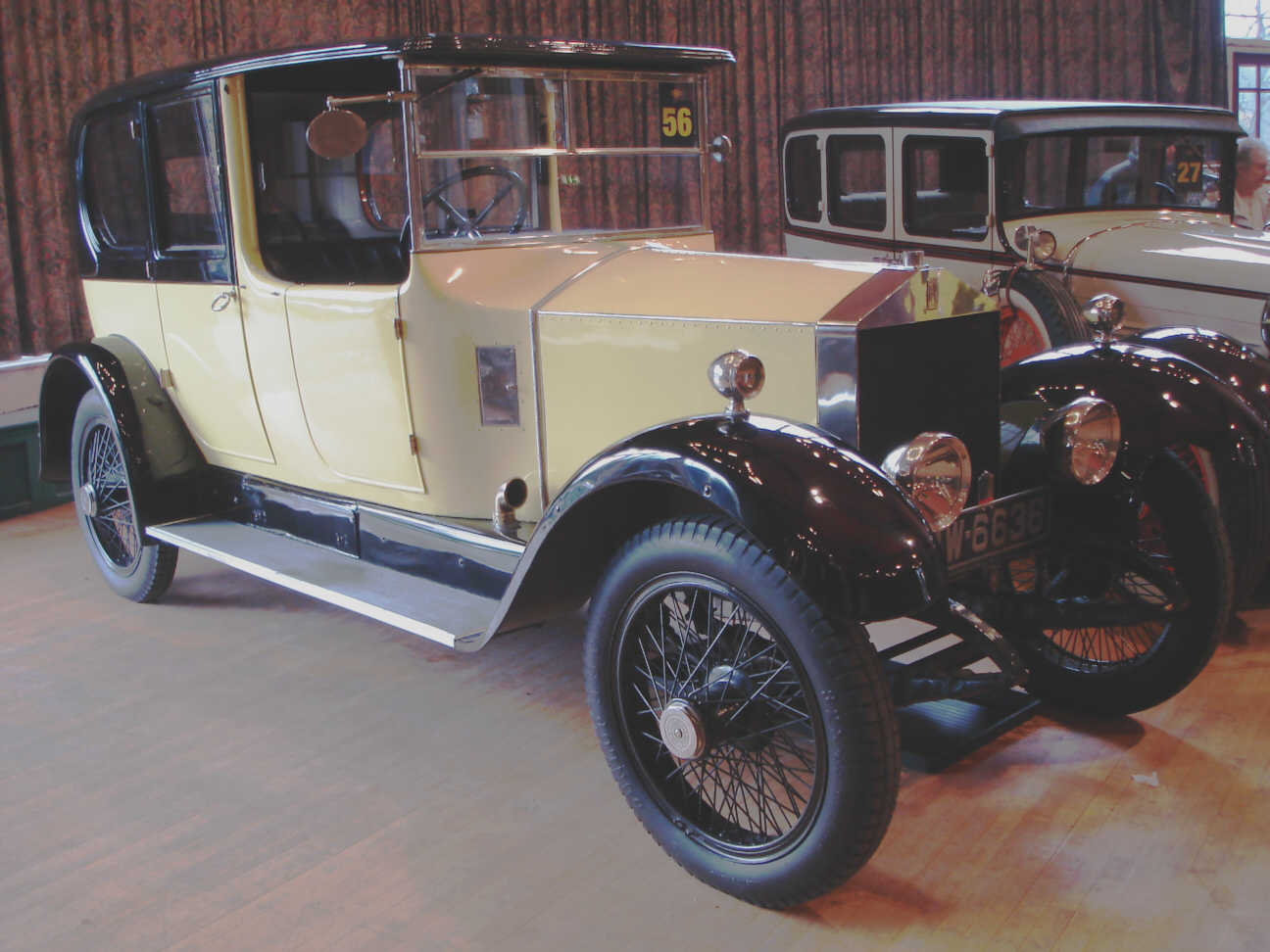
20HP、トゥウェンティー

トゥウェンティー（Twenty ）はロールス・ロイスが1922年秋から1929年にかけて製造した乗用自動車である。
ロールス・ロイスは、1908年から生産車種を7リッタークラスのシルヴァーゴースト1車種のみとしていたが、第一次世界大戦後の不況の下で、シャシのみで£1,850もする高価な車種だけでは、世界大戦に伴う航空機用エンジン増産で拡張された工場を維持できず、また高級車オーナー自らが運転する傾向が生じてきて、扱いやすい、より小型の車種を望む声が強まった。1919年にGoshawk Iのコードネームでシルヴァーゴーストの約半分の排気量、約半額の車種の追加が計画された。
当初計画されたエンジンは、航空機エンジン「ホーク」の流れを汲む進歩的な設計のDOHC直列6気筒であったが、発売までにバルブ駆動のベベルギアの雑音をロールス・ロイス社内基準に収めるのが困難で、またコストを目標に収めることができず、プッシュロッドOHVとなった。内径×行程φ3in(約76.2mm)×4.5in(約114.3mm)の3,127cc。圧縮比は4.6、最大出力約50HPを500rpmという低い回転数で発生したが、フレデリック・ヘンリー・ロイスの「ピークパワー数値の大小など良い自動車の条件ではない」という主張により、このモデルから「充分」（Enough ）としか記載されなくなった。この「最高出力数値誇示は無益であるから表示しない」というロールス・ロイスのポリシーは、以後80年近くに渡って続くことになった。
トランスミッションは当初セントラルチェンジの3速MTで、これは「重すぎるボディさえ載せなければこれで充分」とフレデリック・ヘンリー・ロイスが判断した結果であったが、発売直後から「ロールス・ロイスらしくない」との批判があり、1925年に右側レバーによる4速MTに変更された。しかし実際にはオーナーは上位2段しか使わなかった。
価格は1925年でシャシのみ£1,100、オープンツアラーのボディー付きで£1,590であった。
ホイールベースは129in(約3,276.6mm)。フレデリック・ヘンリー・ロイスは、このモデルについて比較的軽量なボディーを架装して用いられることを意図していたが、実際には少なからぬオーナーがコーチビルダーに希望して（豪奢な装いで、過分に）重いボディーを載せたため、後にロイスは重量制限を設け、それ以上のボディーを載せた際には保証を与えないとした。
1923年10月6日号の『The Motor』のテストによれば最高速度は62mph(約100km/h)、トップギアの最低速度は4mph、トップギアでの10-30mph加速は10.6秒。後期型では最高速度70mph(約112km/h)に向上した。1920年代の3リッター級中型乗用車としては過不足ない性能水準にあった。
1929年の製造中止までに2,885台または2,940台が生産され、ロールス・ロイスの新たな販路を拡大した。小柄で手頃なので、夏の田舎では1970年代まで実用に使われた例が少なくなかった。日本では1923年から1924年頃に生産されたごく初期の個体を、1935年頃に実業家の赤星鉄馬が所有しており、この個体はひどく改造されつつも1955年に解体されるまで実働していた。